# Gladys Cherono
Gladys Cherono Kiprono (12 mei 1983) is een Keniaanse atlete, die is gespecialiseerd in de lange afstand. Ze werd wereldkampioene op de halve marathon, Afrikaans kampioene op de 5000 m en de 10.000 m en Keniaans kampioene op de 5000 m. Ook schreef ze enkele grote internationale marathons op haar naam. Ze staat op plaats zeven van de snelste vrouwen aller tijden op de marathon (peildatum december 2019).

## Biografie
In 2012 beleefde Cherono haar internationale doorbraak. Eerst won ze de 5000 m bij de Keniaanse kampioenschappen in eigen land. Daarna vertegenwoordigde ze haar land bij de Afrikaanse kampioenschappen in Porto-Novo. Ze kwam uit op zowel de 5000 m als de 10.000 m en won op beide onderdelen goud. In 2013 behaalde ze een zilveren medaille op de 10.000 m bij de wereldkampioenschappen in Moskou. Met een tijd van 30.45,17 eindigde ze achter de Ethiopische Tirunesh Dibaba (goud; 30.43,35) en voor de Ethiopische Belaynesh Oljira (brons; 30.46,98). Het jaar erop won ze een gouden medaille op het WK halve marathon in Kopenhagen. Ook won ze goud met het Keniaanse team in het klassement voor landenteams.
In 2015 debuteerde Cherono met succes op de marathon. Eerst werd ze tweede bij de marathon van Dubai en later dat jaar won ze de marathon van Berlijn. In Berlijn miste ze op drie seconden het parcoursrecord. Met haar tijd van 2:19.25 was ze de achtste (peildatum oktober 2017) snelste vrouw op de marathon. Ook verbeterde ze dit jaar haar persoonlijk record op de halve marathon tot 1:06.38. Ze won hiermee de halve marathon van Istanboel en had op dat moment de negende tijd ooit gelopen op deze afstand in handen.
In 2016 verbeterde ze tijdens de halve marathon van Ras al-Khaimah opnieuw haar beste tijd en stelde deze op 1:06.07, waarmee ze op dat moment de achtste snelste vrouw ooit was op de halve marathon.
In Nederland geniet Cherono enige bekendheid wegens het winnen van de 10 km bij de Tilburg Ten Miles in 2012. Met haar tijd van 30.57 had ze slechts een seconde voorsprong op haar landgenote Emily Muge.
Cherono is aangesloten bij de Armed Forces.

## Titels
- Wereldkampioene halve marathon - 2014
- Afrikaans kampioene 5000 m - 2012
- Afrikaans kampioene 10.000 m - 2012
- Keniaans kampioene 5000 m - 2012

## Persoonlijke records
Baan
| Onderdeel | Prestatie | Datum            | Plaats    |
| --------- | --------- | ---------------- | --------- |
| 3000 m    | 8.34,05   | 22 augustus 2013 | Stockholm |
| 5000 m    | 14.47,12  | 29 augustus 2013 | Zürich    |
| 10.000 m  | 30.29,23  | 27 juni 2013     | Ostrava   |

Weg
| Onderdeel      | Prestatie | Datum             | Plaats         |
| -------------- | --------- | ----------------- | -------------- |
| 10 km          | 30.56     | 23 mei 2015       | Ottawa         |
| 15 km          | 47.20     | 31 maart 2012     | Praag          |
| 20 km          | 1:02.49   | 12 februari 2016  | Ras al-Khaimah |
| halve marathon | 1:06.07   | 12 februari 2016  | Ras al-Khaimah |
| 25 km          | 1:23.13   | 27 september 2015 | Berlijn        |
| 30 km          | 1:39.40   | 27 september 2015 | Berlijn        |
| marathon       | 2:18.11   | 16 september 2018 | Berlijn        |

## Palmares

### 3000 m
- 2004:  Encuentro Diputacion de Caceres - 9.23,05
- 2013: 5e DN Galan - 8.34,05

### 5000 m
- 2005:  Fourth KAAA Meeting in Embu - 16.37,2
- 2008:  Keniaanse kamp. in Nairobi - 15.57,31
- 2012:  Keniaanse kamp. in Nairobi - 15.39,5
- 2012:  Afrikaanse kamp. in Porto-Novo - 15.40,04
- 2013: 5e Weltklasse Zürich - 14.47,12
- 2015: 4e Athletics Kenya Meeting in Nakuru - 15.50,3

### 10.000 m
- 2012:  Afrikaanse kamp. in Porto-Novo - 32.41,40
- 2013:  Golden Spike in Ostrava - 30.29,23
- 2013:  Keniaanse WK Trials in Nairobi - 33.43,03
- 2013:  WK in Moskou - 30.45,17
- 2015: 6e Keniaanse kamp. in Nairobi - 32.24,10

### 5 km
- 2004:  Circuito Podistico in Cona - 15.52
- 2013:  Corsa Internazionale di San Silvestro in Bolzano - 16.01,8

### 10 km
- 2005: 4e Carrera del Agua- Madrid - 33.55
- 2007:  La Coruna - 32.06
- 2007:  Carrera Popular de Negreira - 33.00
- 2007:  Trofeo José Cano in Canillejas - 32.31
- 2008:  Trofeo José Cano in Canillejas - 32.17
- 2009:  Coruña in La Coruña - 31.40
- 2009:  Carrera Popular Canillejas- Trofeo José Cano - 31.51
- 2012:  Tilburg - 30.57
- 2013:  TCS World in Bangalore - 32.03
- 2014:  World's Best in San Juan - 32.09
- 2015:  Ottawa - 30.55,2
- 2015:  Healthy Kidney in New York - 32.32,6

### 15 km
- 2007:  Carerra Internacional de Santurce a Bilbao - 56.40

### 20 km
- 2004:  Ciudad de Valencia - 1:10.28
- 2007:  Marseille-Cassis (20,3 km) - 1:10.44

### halve marathon
- 2004:  halve marathon van Ponte San Giovanni - 1:12.18
- 2005:  halve marathon van Alicante - 1:11.19
- 2005:  halve marathon van Granollers - 1:13.26
- 2005:  halve marathon van Gavá - 1:12.57
- 2005:  halve marathon van Terrevieja - 1:13.59
- 2007:  halve marathon van Reims - 1:11.31
- 2008:  halve marathon van Vila Nova de Gaia - 1:10.43
- 2008:  halve marathon van Cantalejo - 1:09.36
- 2008:  halve marathon van Reims - 1:11.42
- 2009:  halve marathon van Valladolid - 1:09.26
- 2009:  halve marathon van Porto - 1:10.29
- 2011:  halve marathon van Zhuhai - 1:10.43
- 2012:  halve marathon van Ras al-Khaimah - 1:09.14
- 2012:  halve marathon van Praag - 1:08.18
- 2012:  halve marathon van Bogotá - 1:13.27
- 2013:  halve marathon van Praag - 1:06.48
- 2013:  halve marathon van New Delhi - 1:08.03
- 2014:  WK in Kopenhagen - 1:07.29
- 2014:  halve marathon van Yangzhou - 1:08.16
- 2014: 5e halve marathon van Bogotá - 1:17.44
- 2014:  halve marathon van New Delhi - 1:10.05
- 2015:  halve marathon van Istanboel - 1:06.38
- 2016:  halve marathon van Ras al-Khaimah - 1:06.07
- 2017:  halve marathon van Ostia - 1:07.01
- 2018: 8e halve marathon van Ras al-Khaimah - 1:07.13

### marathon
- 2015:  marathon van Dubai - 2:20.03
- 2015:  marathon van Berlijn - 2:19.25
- 2017: 5e Boston Marathon - 2:27.20
- 2017:  marathon van Berlijn - 2:20.23
- 2018:  marathon van Berlijn - 2:18.11

### veldlopen
- 2008: 48e Keniaanse kamp. in Nairobi - 31.47,0
- 2008:  Cross de Atapuerca - 14.15
- 2008:  Cross Internacional de Soria - 26.45
- 2012:  KCB/AK National Crosscountry Series in Embu - 28.01